# 캐롤린 베셋케네디
캐롤린 진 베셋케네디(영어: Carolyn Jeanne Bessette-Kennedy, 1966년 1월 7일 ~ 1999년 7월 16일)는 미국의 패션 관련 홍보 업자이자 존 F. 케네디 주니어의 아내이다.
웨스트체스터 군의 화이트플레인스 출신으로, 보스턴 대학교를 졸업한 후 패션 브랜드 캘빈 클라인의 홍보 담당자로 근무하였다. 이후 1996년 조지아주의 한 교회에서 존 F. 케네디 주니어와 결혼식을 올렸으며, 1999년 7월 16일 남편 존 F. 케네디 주니어 및 언니 로렌 베셋과 함께 자가용 비행기를 타고 매사추세츠주 마서스비니어드로 가던 도중 항공 사고로 인해 사망했다.

## 같이 보기
- 케네디가의 저주